# Terremoto de Coquimbo de 2015
El terremoto de Coquimbo de 2015 fue un sismo ocurrido a las 19:54:32, hora local (UTC–3), del miércoles, 16 de septiembre de 2015, que alcanzó una magnitud 8.4 en la escala de magnitud de momento. El epicentro se ubicó a 37 km al noroeste de Los Vilos y a 37 km al suroeste de la comuna de Canela, en la región de Coquimbo. Fue percibido desde la Región de Atacama por el norte hasta la Región de Araucanía por el sur. Y también en algunas zonas de Argentina, Uruguay, Brasil y Paraguay.
El Servicio Hidrográfico y Oceanográfico de la Armada de Chile (SHOA) decretó «alarma de tsunami» para todo el borde costero chileno. La alerta se extendió hasta las costas del océano Pacífico, incluyendo Perú, Ecuador, Hawái, Nueva Zelanda y Australia.

## Geología

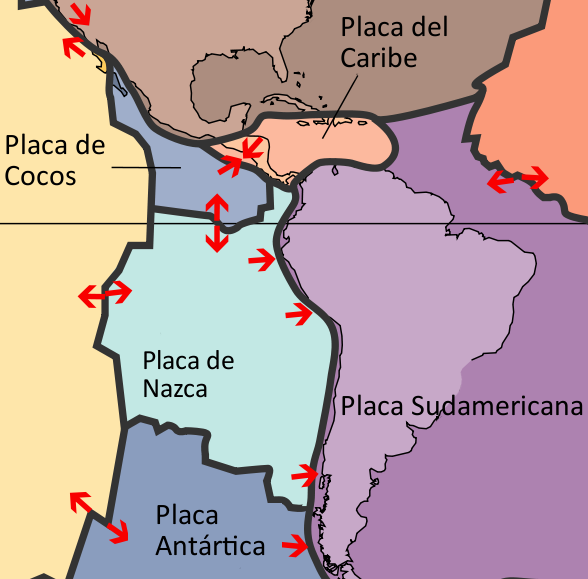
El proceso de subducción de la placa de Nazca bajo la placa Sudamericana.

En la zona del terremoto, la placa de Nazca deriva hacia el este-noreste a una velocidad de 74 milímetros por año, y subduce bajo la placa Sudamericana a lo largo de la Fosa de Chile. El borde convergente entre ambas placas tectónicas es responsable de la formación de la cordillera de los Andes, del activo vulcanismo en el cinturón volcánico de los Andes, y de la ocurrencia de los terremotos más fuertes registrados en Chile y el mundo, tales como el terremoto de 2010, de magnitud 8,8 MW, el terremoto de 1868, de magnitud 9,0 MW, y el terremoto de 1960, el que con una magnitud de 9,5 MW es el mayor registrado en la historia de la humanidad.
La zona de ruptura del terremoto, donde se originan las ondas sísmicas, alcanzó entre 200 y 250 kilómetros de longitud, entre Punta Lengua de Vaca por el norte y Los Vilos por el sur, con un desplazamiento máximo de 6 a 9 metros.
Este sismo se adelantó a los típicos cien años que tarda en madurar una brecha sísmica, ya que ocurrió 72 años después del último evento de consideración en la región de Coquimbo, el terremoto de Ovalle de 1943, que alcanzó una magnitud de 8,2 MW y provocó un tsunami menor.
Este evento liberó un cuarto de la energía que desprendió el terremoto de 2010. Se detectó un desplazamiento del terreno de 10 m en la dirección de observación del radar.

### Intensidades
Tanto la Oficina Nacional de Emergencia del Ministerio del Interior (Onemi) de Chile como el Instituto Nacional de Prevención Sísmica de Argentina, informaron perceptibilidad del terremoto en sus respectivos territorios. El número de habitantes por lugar corresponde a una proyección para el 2015 del Instituto Nacional de Estadísticas de Chile, y de datos del censo argentino de 2010 elaborado por el Instituto Nacional de Estadística y Censos. Las intensidades a continuación están expresadas en la escala sismológica de Mercalli.
| Lugar             | País      | Región        | Población | Intensidad |
| ----------------- | --------- | ------------- | --------- | ---------- |
| Illapel           | Chile     | Coquimbo      | 31 598    | IX         |
| Salamanca         | Chile     | Coquimbo      | 25 671    | IX         |
| Ovalle            | Chile     | Coquimbo      | 112 956   | IX         |
| Gran La Serena    | Chile     | Coquimbo      | 448 381   | VIII       |
| Los Vilos         | Chile     | Coquimbo      | 20 122    | VII        |
| Gran Rancagua     | Chile     | O'Higgins     | 300 079   | VII        |
| El Quisco         | Chile     | Valparaíso    | 13 093    | VII        |
| Gran San Antonio  | Chile     | Valparaíso    | 136 392   | VII        |
| Santiago          | Chile     | Metropolitana | 6 507 572 | VII        |
| Gran Valparaíso   | Chile     | Valparaíso    | 944 498   | VI         |
| Cauquenes         | Chile     | Maule         | 40 661    | V          |
| Copiapó           | Chile     | Atacama       | 172 231   | V          |
| Linares           | Chile     | Maule         | 91 030    | V          |
| Vallenar          | Chile     | Atacama       | 53 087    | V          |
| Constitución      | Chile     | Maule         | 862 388   | V          |
| Gran Concepción   | Chile     | Biobío        | 971 285   | IV         |
| Curicó            | Chile     | Maule         | 144 025   | IV         |
| Los Ángeles       | Chile     | Biobío        | 194 870   | IV         |
| Pichilemu         | Chile     | O'Higgins     | 14 408    | IV         |
| Talca             | Chile     | Maule         | 233 339   | IV         |
| Lebu              | Chile     | Biobío        | 26 567    | III        |
| Gran Temuco       | Chile     | Araucanía     | 374 763   | III        |
| Gran San Juan     | Argentina | San Juan      | 461 213   | V          |
| La Rioja          | Argentina | La Rioja      | 178 872   | V          |
| Gran Mendoza      | Argentina | Mendoza       | 937 154   | V          |
| Gran Córdoba      | Argentina | Córdoba       | 1 466 951 | IV         |
| Gran San Luis     | Argentina | San Luis      | 182 414   | IV         |
| Gran Buenos Aires | Argentina | Buenos Aires  | 367 556   | III        |

### Réplicas
Durante los primeros 30 días posteriores al terremoto, se registraron más de 1400 réplicas con una magnitud igual o superior a 3, más de 2000 al cabo de dos meses,, 2674 al cabo de seis meses y sobre 4200 al año de ocurrido el megasismo. La primera réplica importante ocurrió cinco minutos después del evento principal. Alcanzó una magnitud de 6,3 ML y su epicentro se localizó a 40 kilómetros al suroeste de Canela Baja. Por su parte, la réplica de mayor envergadura cifró una magnitud de 7,1 MW, el mismo 16 de septiembre de 2015 a las 20:18 hora local. Los expertos aseguran que estos eventos se seguirán registrando instrumentalmente por cerca de un año.
El 6 de junio de 2016, se generaron dos réplicas del terremoto de magnitud 5,6 y 5,5 grados Richter con un lapso de tiempo de solo cinco minutos, y los cuales tuvieron epicentro al norte de Tongoy, pero que sin embargo debido a su poca profundidad se sintieron con gran intensidad en Coquimbo y La Serena, alcanzando una magnitud Mercalli de VI grados y generando inclusive una autoevacuación preventiva en localidades costeras. Estos sismos se suman a otra réplica ocurrida la madrugada anterior en las cercanías de La Higuera, que alcanzó una magnitud 5,7 en la Escala de Richter y que se percibió de VI grados Mercalli en La Serena.
El 11 de junio de 2017, se produjo una fuerte réplica grado 6,0 en la Escala de Richter que fue sentida en cuatro regiones. El 18 de septiembre de ese mismo año se produjo una réplica 5,5 grados Richter 55 km al oeste de Los Vilos, la que hasta horas de la noche del mismo día ha producido 27 réplicas contabilizadas.
| 2015                     | 2015       | 2015                            | 2015                                     | 2015    | 2015   | 2015 | 2015   |
| Fecha                    | Hora local | Ubicación                       | Coordenadas                              | Prof.   | MW/ML  | MM   | Ref.   |
| ------------------------ | ---------- | ------------------------------- | ---------------------------------------- | ------- | ------ | ---- | ------ |
| 16 de septiembre de 2015 | 19:59:14   | Canela Baja, región de Coquimbo | 31°37′05″S 71°44′42″O / -31.618, -71.745 | 26,2 km | 6,3 ML | VI   | [ 20 ] |
| 16 de septiembre de 2015 | 20:03:56   | Los Vilos, región de Coquimbo   | 31°43′59″S 71°40′37″O / -31.733, -71.677 | 26.1 km | 6,1 MW | V    | [ 21 ] |
| 16 de septiembre de 2015 | 20:16:09   | Los Vilos, región de Coquimbo   | 31°54′04″S 71°53′56″O / -31.901, -71.899 | 31,8 km | 6,2 MW | VI   | [ 22 ] |
| 16 de septiembre de 2015 | 20:18:38   | Canela Baja, región de Coquimbo | 31°35′20″S 71°47′28″O / -31.589, -71.791 | 35 km   | 7,1 MW | VII  | [ 23 ] |
| 16 de septiembre de 2015 | 22:41:05   | Canela Baja, región de Coquimbo | 31°07′37″S 71°39′54″O / -31.127, -71.665 | 49,2 km | 6,5 MW | V    | [ 24 ] |
| 17 de septiembre de 2015 | 00:55:14   | Canela Baja, región de Coquimbo | 31°27′40″S 71°42′14″O / -31.461, -71.704 | 32,0 km | 6,3 MW | VI   | [ 25 ] |
| 17 de septiembre de 2015 | 01:10:27   | Canela Baja, región de Coquimbo | 31°32′31″S 71°44′53″O / -31.542, -71.748 | 38,8 km | 6,6 MW | VI   | [ 26 ] |
| 17 de septiembre de 2015 | 10:32:26   | Los Vilos, región de Coquimbo   | 32°08′35″S 72°10′23″O / -32.143, -72.173 | 25,1 km | 6,0 MW | IV   | [ 27 ] |
| 18 de septiembre de 2015 | 06:10:41   | Los Vilos, región de Coquimbo   | 32°03′36″S 72°06′07″O / -32.060, -72.102 | 6,7 km  | 6,2 MW | V    | [ 28 ] |
| 19 de septiembre de 2015 | 02:06:47   | Tongoy, región de Coquimbo      | 29°39′11″S 72°16′34″O / -29.653, -72.276 | 25,6 km | 6,2 MW | IV   | [ 29 ] |
| 19 de septiembre de 2015 | 09:52:20   | Los Vilos, región de Coquimbo   | 32°19′34″S 71°54′22″O / -32.326, -71.906 | 26,9 km | 6,3 MW | V    | [ 30 ] |
| 21 de septiembre de 2015 | 02:39:34   | Los Vilos, región de Coquimbo   | 31°45′32″S 71°44′13″O / -31.759, -71.737 | 40,7 km | 6,2 MW | VI   | [ 31 ] |
| 21 de septiembre de 2015 | 12:37:07   | Canela Baja, región de Coquimbo | 31°06′47″S 71°47′31″O / -31.113, -71.792 | 29,8 km | 6,0 MW | V    | [ 32 ] |
| 21 de septiembre de 2015 | 14:39:58   | Los Vilos, región de Coquimbo   | 31°45′32″S 71°33′11″O / -31.759, -71.553 | 13 km   | 6,7 MW | VII  | [ 33 ] |
| 21 de septiembre de 2015 | 16:56:09   | Los Vilos, región de Coquimbo   | 31°46′12″S 71°35′56″O / -31.770, -71.599 | 36,5 km | 6,0 MW | V    | [ 34 ] |
| 22 de septiembre de 2015 | 04:12:59   | Illapel, región de Coquimbo     | 31°27′04″S 71°07′48″O / -31.451, -71.130 | 63,3 km | 6,2 MW | VII  | [ 35 ] |
| 25 de septiembre de 2015 | 23:51:18   | Punitaqui, región de Coquimbo   | 30°47′42″S 71°25′05″O / -30.795, -71.418 | 40,2 km | 6,3 MW | VII  | [ 36 ] |
| 3 de octubre de 2015     | 03:26:56   | Tongoy, región de Coquimbo      | 30°22′05″S 71°22′16″O / -30.368, -71.371 | 33,9 km | 6,0 MW | VI   | [ 37 ] |
| 5 de octubre de 2015     | 13:33:27   | Tongoy, región de Coquimbo      | 30°21′00″S 71°27′58″O / -30.350, -71.466 | 29 km   | 6,1 MW | VI   | [ 38 ] |
| 7 de noviembre de 2015   | 04:04:31   | La Higuera, región de Coquimbo  | 29°28′01″S 72°21′14″O / -29.467, -72.354 | 15 km   | 6,0 ML | V    | [ 39 ] |
| 7 de noviembre de 2015   | 04:31:41   | Punitaqui, región de Coquimbo   | 30°52′12″S 71°25′52″O / -30.870, -71.431 | 47,8 km | 6,8 MW | VII  | [ 40 ] |
| 7 de noviembre de 2015   | 07:53:42   | Punitaqui, región de Coquimbo   | 30°43′08″S 71°22′01″O / -30.719, -71.367 | 48 km   | 6,0 ML | VI   | [ 41 ] |
| 10 de noviembre de 2015  | 22:54:36   | La Higuera, región de Coquimbo  | 29°27′36″S 72°07′12″O / -29.460, -72.120 | 32,9 km | 6,9 MW | VII  | [ 42 ] |
| 10 de noviembre de 2015  | 23:46:16   | La Higuera, región de Coquimbo  | 29°33′07″S 72°15′40″O / -29.552, -72.261 | 11,6 km | 6,9 MW | VI   | [ 43 ] |
| 21 de noviembre de 2015  | 20:05:28   | Tongoy, región de Coquimbo      | 30°36′25″S 71°47′49″O / -30.607, -71.797 | 34,9 km | 6,0 MW | VI   | [ 44 ] |
| 2016                     |            |                                 |                                          |         |        |      |        |
| Fecha                    | Hora local | Ubicación                       | Coordenadas                              | Prof.   | MW/ML  | MM   | Ref.   |
| 7 de enero de 2016       | 22:11:59   | Punitaqui, región de Coquimbo   | 30°40′26″S 71°39′25″O / -30.674, -71.657 | 32,5 km | 6,0 ML | V    | [ 45 ] |
| 9 de febrero de 2016     | 21:33:04   | Ovalle, región de Coquimbo      | 30°37′59″S 71°38′24″O / -30.633, -71.640 | 36,5 km | 6,3 MW | VI   | [ 46 ] |
| 22 de febrero de 2016    | 03:37:01   | Tongoy, región de Coquimbo      | 30°29′17″S 72°13′37″O / -30.488, -72.227 | 31,4 km | 6,1 MW | V    | [ 47 ] |
| 2017                     |            |                                 |                                          |         |        |      |        |
| Fecha                    | Hora local | Ubicación                       | Coordenadas                              | Prof.   | MW/ML  | MM   | Ref.   |
| 11 de junio de 2017      | 22:43:28   | Canela Baja, región de Coquimbo | 31°31′48″S 71°43′12″O / -31.530, -71.720 | 30,0 km | 6,0 ML | V    | [ 48 ] |
| 2018                     |            |                                 |                                          |         |        |      |        |
| Fecha                    | Hora local | Ubicación                       | Coordenadas                              | Prof.   | MW/ML  | MM   | Ref.   |
| 10 de abril de 2018      | 07:19:33   | Punitaqui, región de Coquimbo   | 31°00′29″S 71°33′07″O / -31.008, -71.552 | 75,1 km | 6,2 ML | VI   | [ 49 ] |
| 2019                     |            |                                 |                                          |         |        |      |        |
| Fecha                    | Hora local | Ubicación                       | Coordenadas                              | Prof.   | MW/ML  | MM   | Ref.   |
| 13 de junio de 2019      | 20:19:11   | Tongoy, región de Coquimbo      | 30°04′30″S 72°12′14″O / -30.075, -72.204 | 36.4 km | 6,3 ML | V    | [ 50 ] |
| 4 de noviembre de 2019   | 18:53:24   | Los Vilos, región de Coquimbo   | 31°49′01″S 71°19′26″O / -31.817, -71.324 | 56.2 km | 6,1 ML | VI   | [ 51 ] |
| 2020                     |            |                                 |                                          |         |        |      |        |
| Fecha                    | Hora local | Ubicación                       | Coordenadas                              | Prof.   | MW/ML  | MM   | Ref.   |
| 5 de septiembre de 2020  | 21:16:58   | Tongoy, región de Coquimbo      | 30°21′22″S 71°26′24″O / -30.356, -71.440 | 30.0 km | 6,3 ML | VI   | [ 52 ] |

## Tsunami

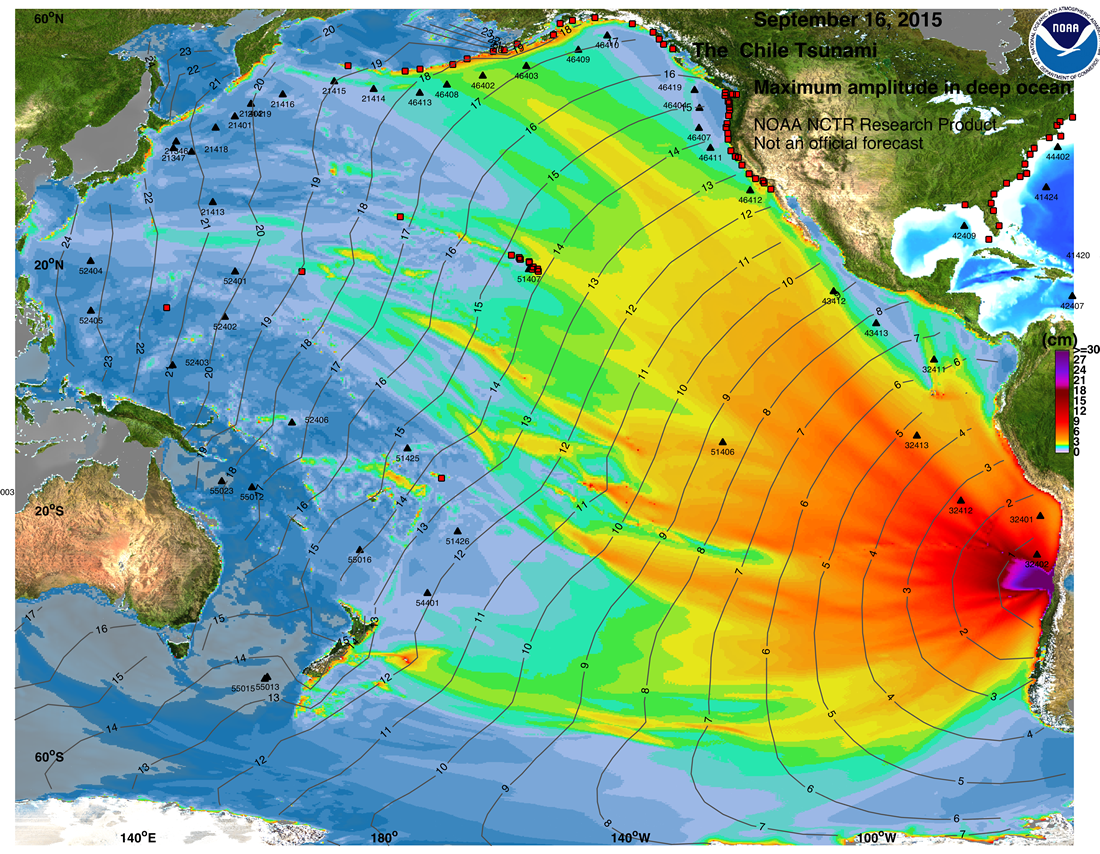
Amplitud de las olas y tiempo de llegada del tsunami en el océano Pacífico.

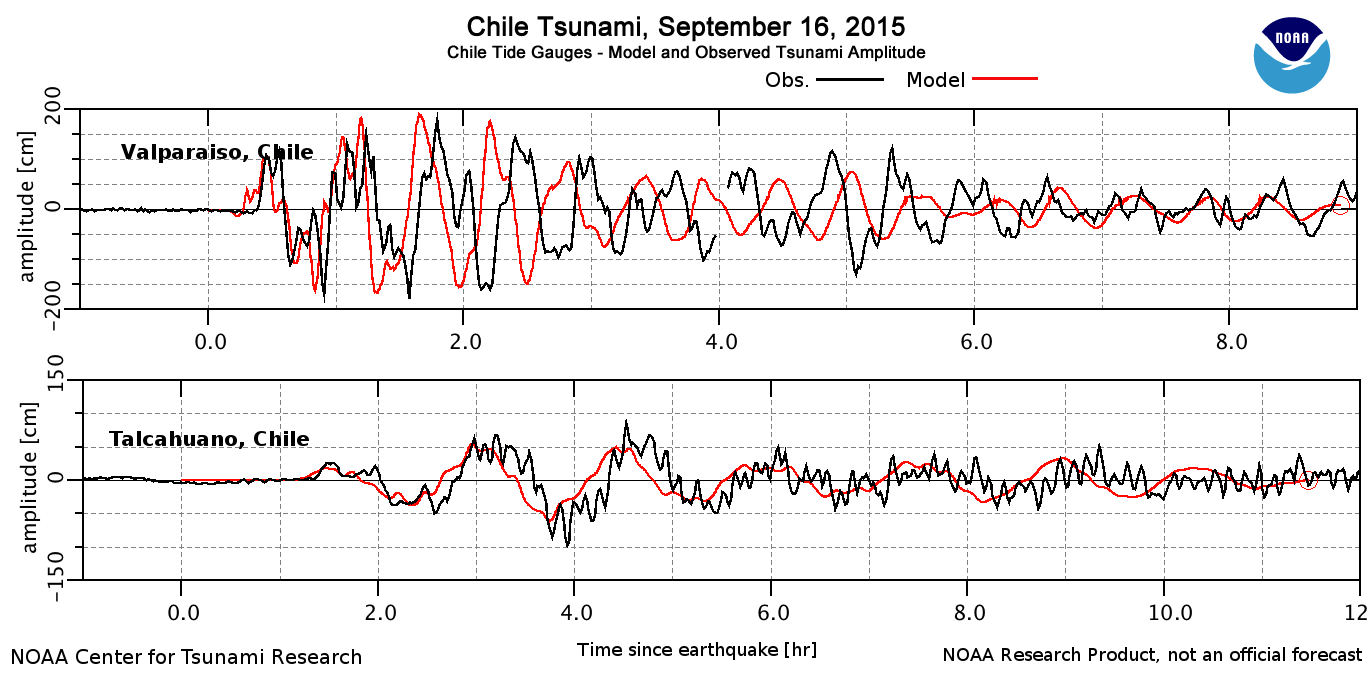
Amplitud del tsunami en los puertos de Valparaíso y Talcahuano.

A las 20:02 hora local en Chile del 16 de septiembre de 2015, el Sistema Nacional de Alarma de Maremotos- SNAM Archivado el 25 de mayo de 2021 en Wayback Machine. - difundió a las autoridades civiles y marítimas el estado de alarma de tsunami para todo el litoral chileno. Este estado fue cancelado gradualmente durante la noche del 16 de septiembre y la madrugada del día siguiente: a las 22:26 en Magallanes, 23:19 en Aysén, 00:43 en Los Lagos, 01:34 en Los Ríos, Isla San Félix y el archipiélago Juan Fernández, 02:30 en Tarapacá y Antofagasta, 03:07 en la Araucanía, 04:13 en Arica y Parinacota e Isla de Pascua, 05:24 en Valparaíso, O'Higgins, Maule y Biobío, y finalmente a las 06:21 en Atacama y Coquimbo. Casi un millón de personas evacuó ordenada y oportunamente a las zonas de seguridad.  (Horas según los correos electrónicos emitidos desde el SNAM).
Las primeras olas alcanzaron tierra firme en Pichidangui  a las 20:09  hora local. Las amplitudes máximas del tsunami registradas por las estaciones de nivel del mar del SHOA fueron 4,5 m en Coquimbo, 1,92 m en Valparaíso, 1,9 m en Pichidangui y Quintero, 1,66 m en Chañaral, 1,38 m en Constitución, 1,25 m en Caldera, 1,2 m en la Isla Quiriquina, San Antonio y Talcahuano, y 1,05 m en el archipiélago Juan Fernández.
El tren de olas avanzó más de 500 metros en Tongoy, uniendo incluso las playas Grande y Socos, las cuales están separadas por el istmo que conforma la península de Tongoy. Concón y La Serena también se vieron seriamente afectados con las inundaciones.
Por su parte, el Centro de Alerta de Tsunamis del Pacífico advirtió del riesgo de posibles olas de uno a tres metros en la Polinesia Francesa, y de un máximo de un metro en otros 54 territorios de la cuenca del Pacífico. Las máximas amplitudes que registró el organismo en las afueras de Chile fueron 1,37 m en Nuku Hiva, islas Marquesas, 0,93 m en Hilo, Hawái, 0,67 m en Pago Pago, Samoa Americana, 0,66 m en Kahului, Hawái, 0,56 m en Isla Santa Cruz, Ecuador, y 0,52 m en Callao, Perú.
22 horas después de ocurrido el terremoto, pequeñas olas llegaron a Japón. Según la agencia meteorológica nacional, la isla de Chichi-jima fue la primera en experimentar ligeros cambios en la marea, en tanto que la región de Kuji-ko registró la amplitud más alta, de 0,8 m.
Este tsunami fue registrado en la estación de nivel del mar de  Pichidangui 12 minutos después de gatillado el sismo. En Puerto Oscuro y otras localidades cercanas al epicentro se registraron inundaciones que alcanzaron un run-up (inundación) de hasta los 11.3 metros.

### Principales lugares afectados por el tsunami
- Carrizalillo.[65] En esta localidad algunas construcciones ligeras fueron inundadas y se perdieron botes.
- La Serena: el mar entró por la avenida Francisco de Aguirre, por el entorno del Faro Monumental, hasta donde hoy se encuentra la sede regional de Televisión Nacional. En el resto del litoral solo fue afectada la avenida del Mar y los terrenos de playa.
- Coquimbo:[66] el puerto pesquero artesanal resultó completamente inundado. El sector Baquedano, detrás del humedal El Culebrón, resultó completamente inundado, pereciendo varias personas en el lugar. El edificio del Instituto Teletón fue uno de los más afectados. En Coquimbo el nivel de inundación llegó a los 7 metros de altura.
- La Herradura.
- Totoralillo.
- Guanaqueros:[66]
- Tongoy[67] el mar ingresó unos 500 metros, afectando seriamente el sector de playa Socos.
- Puerto Oscuro: aquí se alcanzó la mayor altura de la ola, y el mayor nivel de inundación, llegando a los 11.3 metros de altura.
- Caleta Toro.[68]
- Caleta Sierra.[68]
- Los Vilos:[69] la ola fue de al menos 2 metros de altura, y el mar ingresó más de 400 metros, destruyendo con casas costeras y negocios a su paso.
- Ritoque:[70] el tsunami alcanzó las mismas proporciones que el año 2010, inundando propiedades en la primera línea de playa.
- Concón:[71] varios restaurantes y negocios de construcción ligera resultaron inundados.
- Reserva Nacional El Yali:[65] la Albufera fue completamente inundada.

## Consecuencias

### Chile

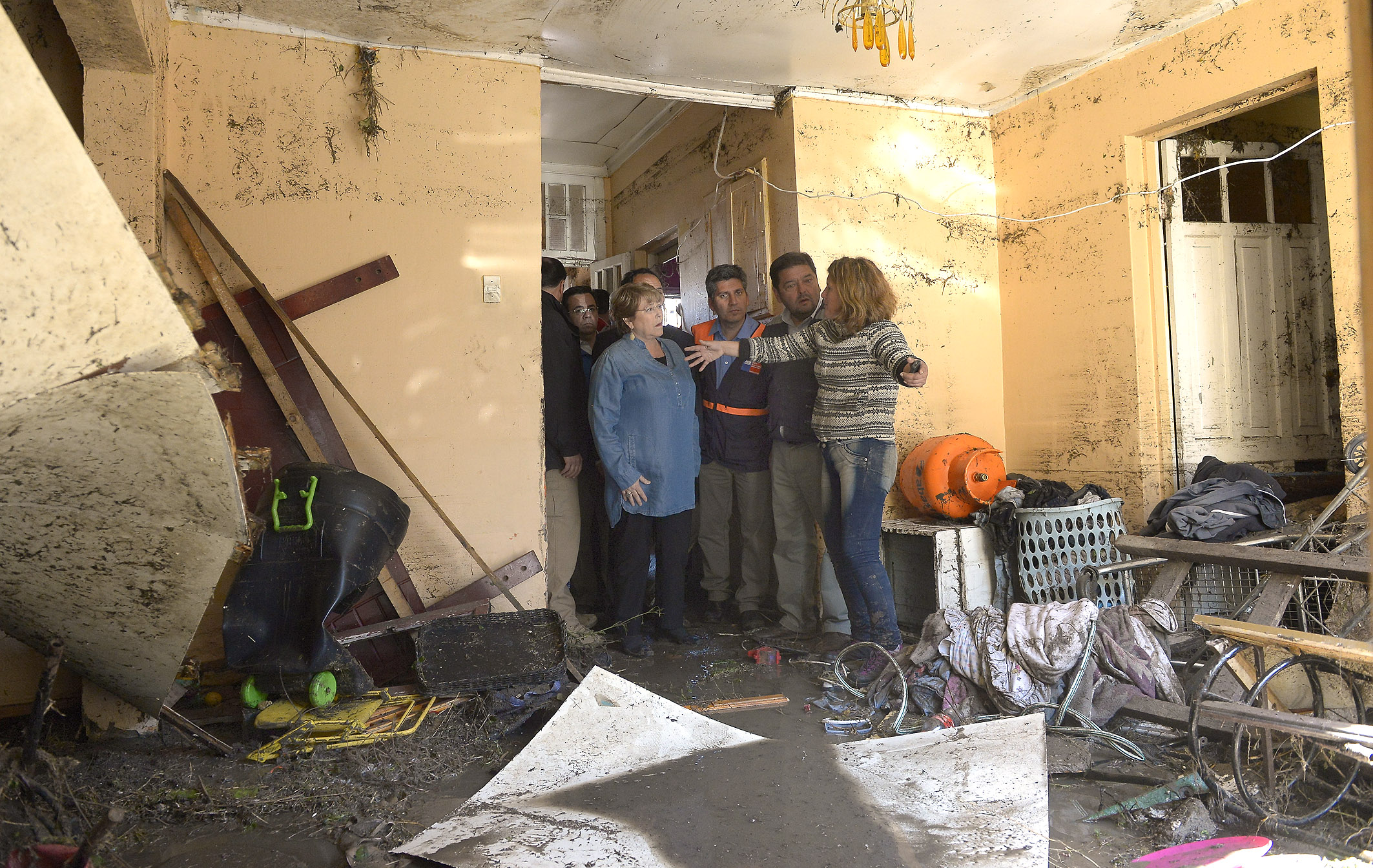
La presidenta Michelle Bachelet visitando a los damnificados por el terremoto.

El fuerte sismo cobró la vida de quince personas (siete en Coquimbo, una en Monte Patria, una en Illapel, una en Ovalle, una en La Higuera, una en Valparaíso, una en Catapilco, una en Olmué y una en Maipú), y dejó cinco heridos de diversa consideración. Además, se informó de 27 722 personas damnificadas, 2442 viviendas destruidas (2440 en la región de Coquimbo y dos en Valparaíso) y 2712 con daños severos (2705 en la región de Coquimbo, seis en Valparaíso y una en O'Higgins).
El Gobierno de Chile decretó «estado de emergencia constitucional» en toda la región de Coquimbo, quedando como jefe de plaza el General de Brigada del Ejército de Chile, Schafik Nazal Lázaro, y «zona de catástrofe» en la provincia de Choapa —compuesta por las comunas de Los Vilos, Illapel, Salamanca y Canela, siendo estas tres últimas las más afectadas—, la provincia de Limarí —compuesta por las comunas de Ovalle, Río Hurtado, Monte Patria, Combarbalá y Punitaqui— y la comuna de Coquimbo.
Cerca de la medianoche del 18 de septiembre de 2015, se repuso el 90 % de los servicios básicos (electricidad y agua potable) y el 100 % de la conectividad aérea y terrestre en la región de Coquimbo.
Pese a que las autoridades informaron que la red hospitalaria local estaba funcionando con normalidad, funcionarios del Hospital San Pablo de Coquimbo calificaron como crítica la situación del recinto, puesto que al menos la mitad de la estructura se encuentra en inminente riesgo de derrumbe. La antigua torre del hospital sufrió daños importantes durante el terremoto de Punitaqui de 1997, y pese a que fue reconstruida, varios expertos coincidieron en que no soportaría un sismo de magnitud superior a 7,0.
El tradicional espectáculo realizado en la fiesta de la Pampilla de Coquimbo, celebrada anualmente a propósito de las Fiestas Patrias en Chile, fue suspendido debido al terremoto. Asimismo, se suspendieron las clases en todos los colegios entre las regiones de Atacama y Los Lagos el 17 de septiembre, y en las provincias de Limarí y Choapa, en la región de Coquimbo, el 21 de septiembre.
La presidenta de la República, Michelle Bachelet, junto con los ministros Rodrigo Valdés y Marcelo Díaz, de Hacienda y Secretaría General de Gobierno respectivamente, anunció el 21 de septiembre una serie de beneficios para los damnificados, tales como bonos de 500 000 pesos chilenos para los afectados por el terremoto, y de un millón para quienes perdieron todo con el tsunami; subsidios y créditos con tasas más ventajosas, a través de BancoEstado y Corfo, para renegociar deudas o financiar nuevas inversiones; medidas de alivio tributario, como la postergación del pago del IVA y de las contribuciones, entre otros. Al 24 de octubre de 1944 toneladas de ayuda fueron enviadas a la zona.

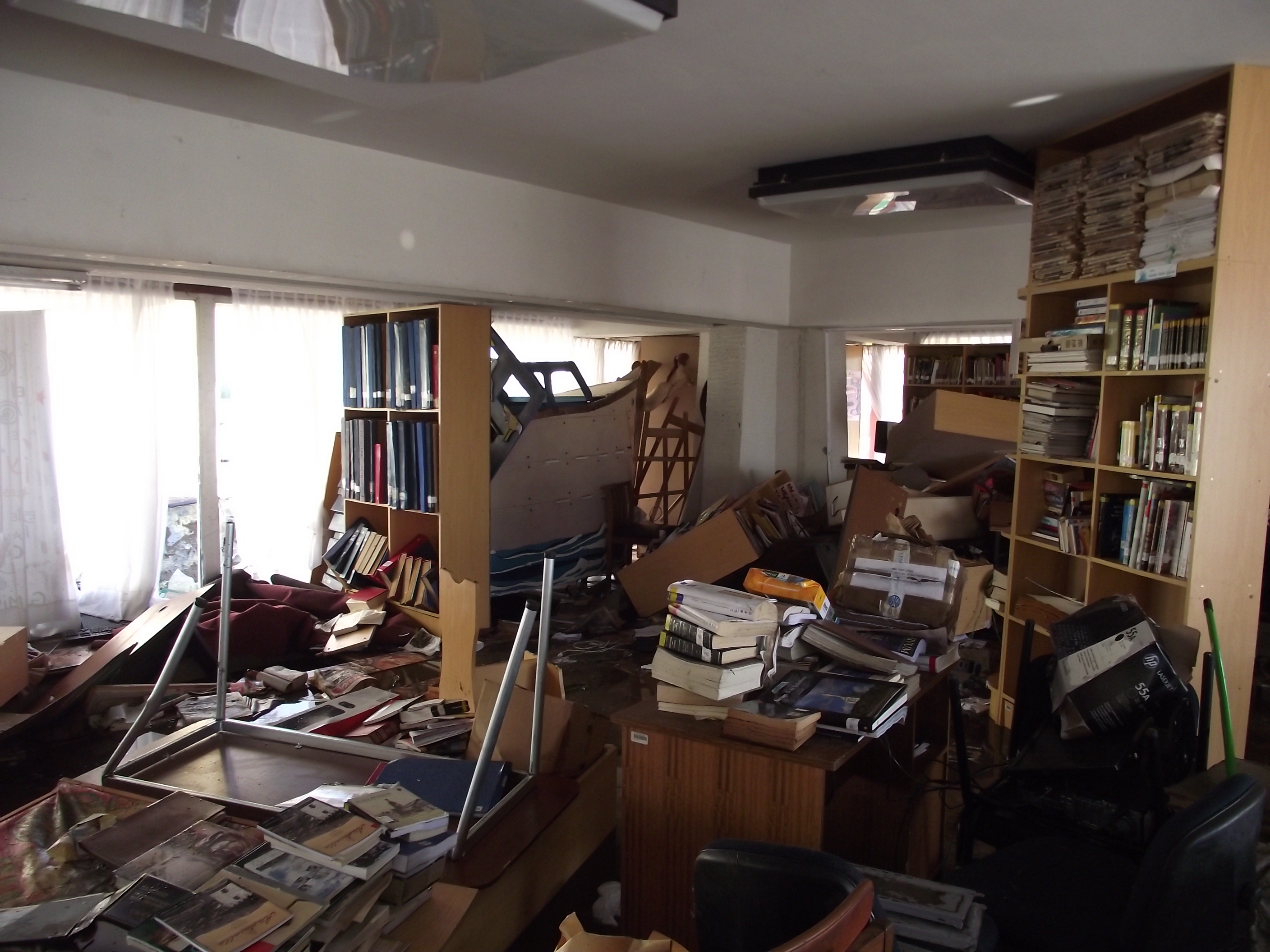
Biblioteca Municipal de Coquimbo.
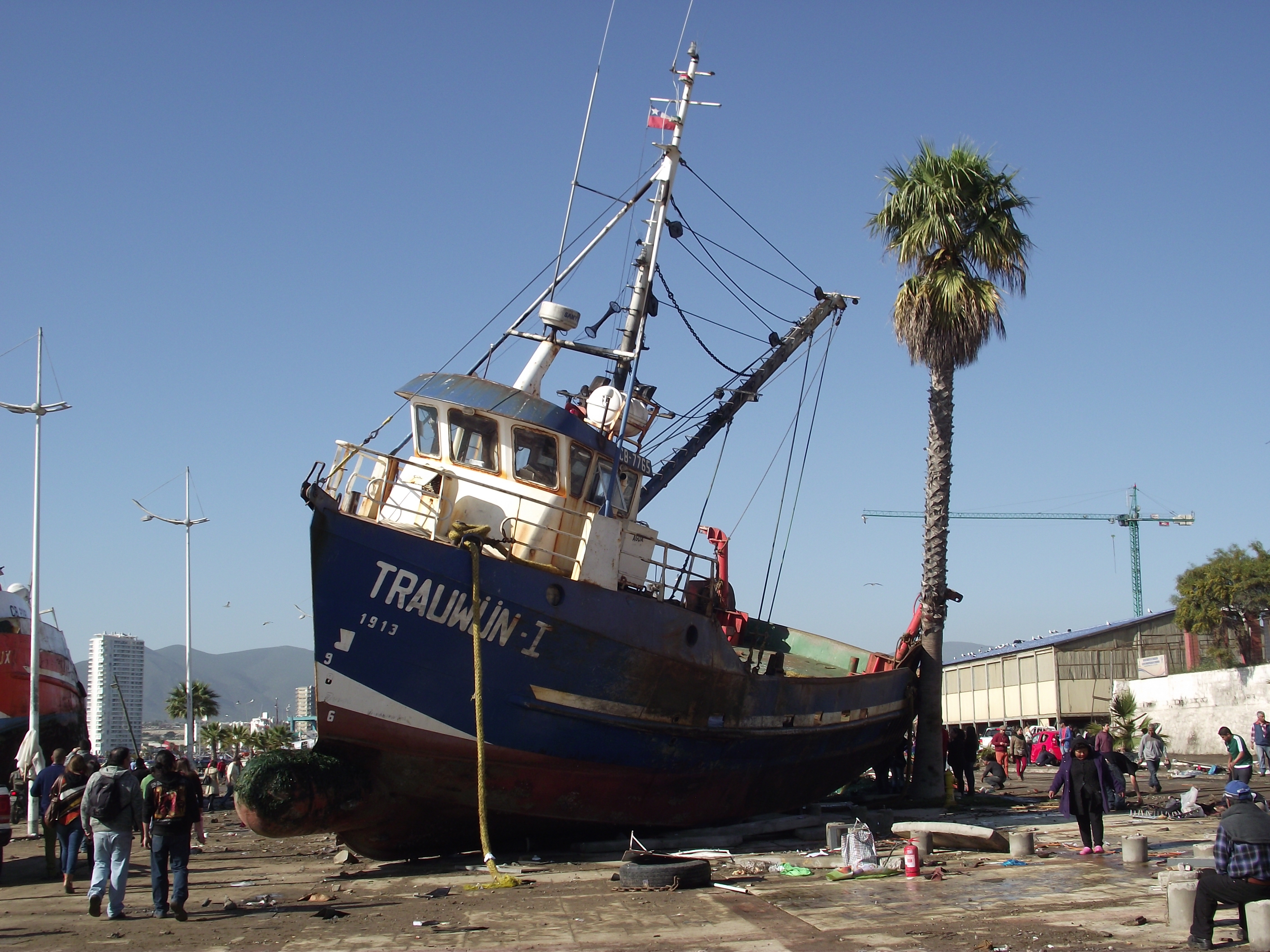
Embarcación varada en la avenida Costanera de Coquimbo.
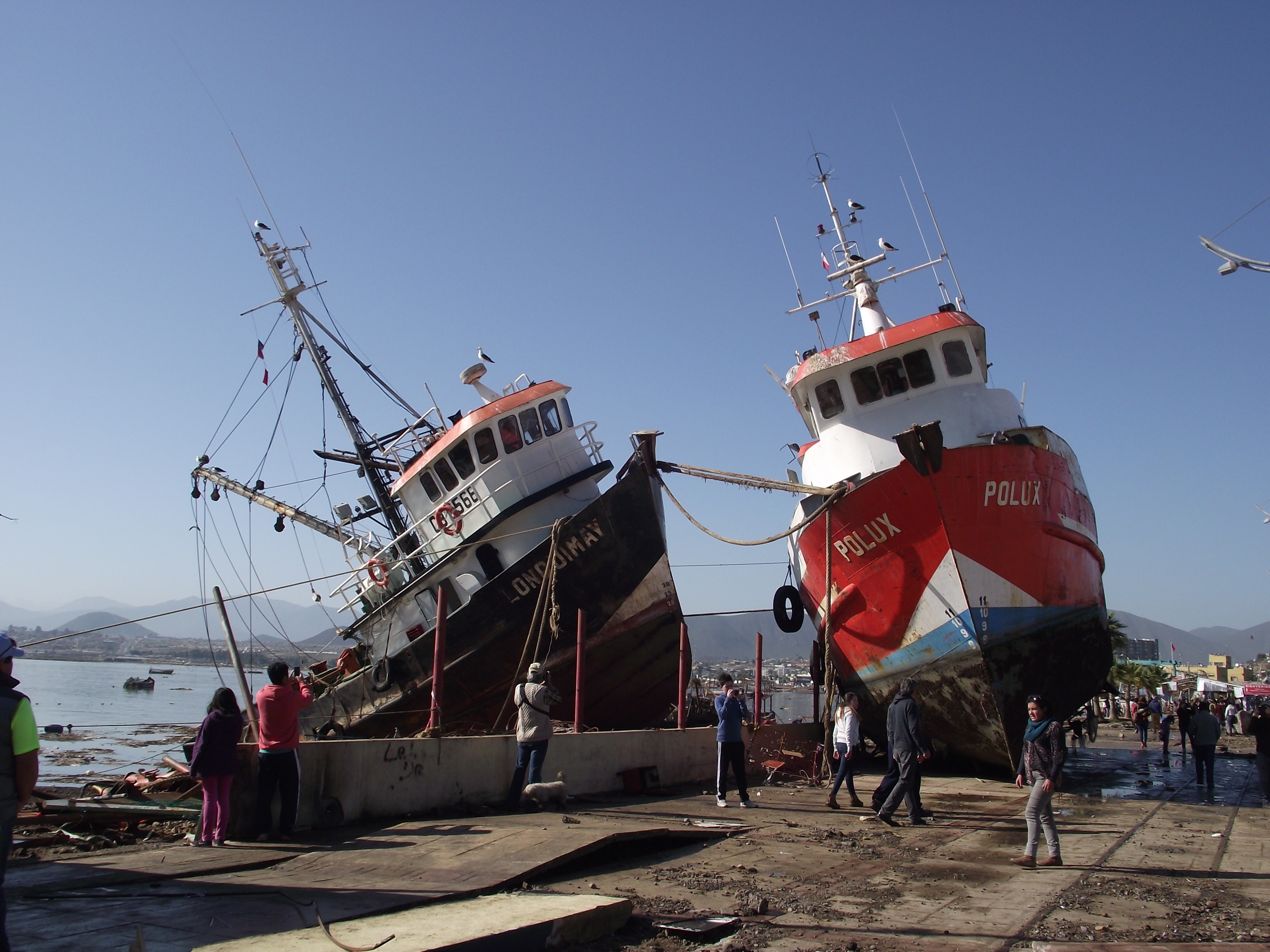
Embarcaciones varadas en la avenida Costanera de Coquimbo.
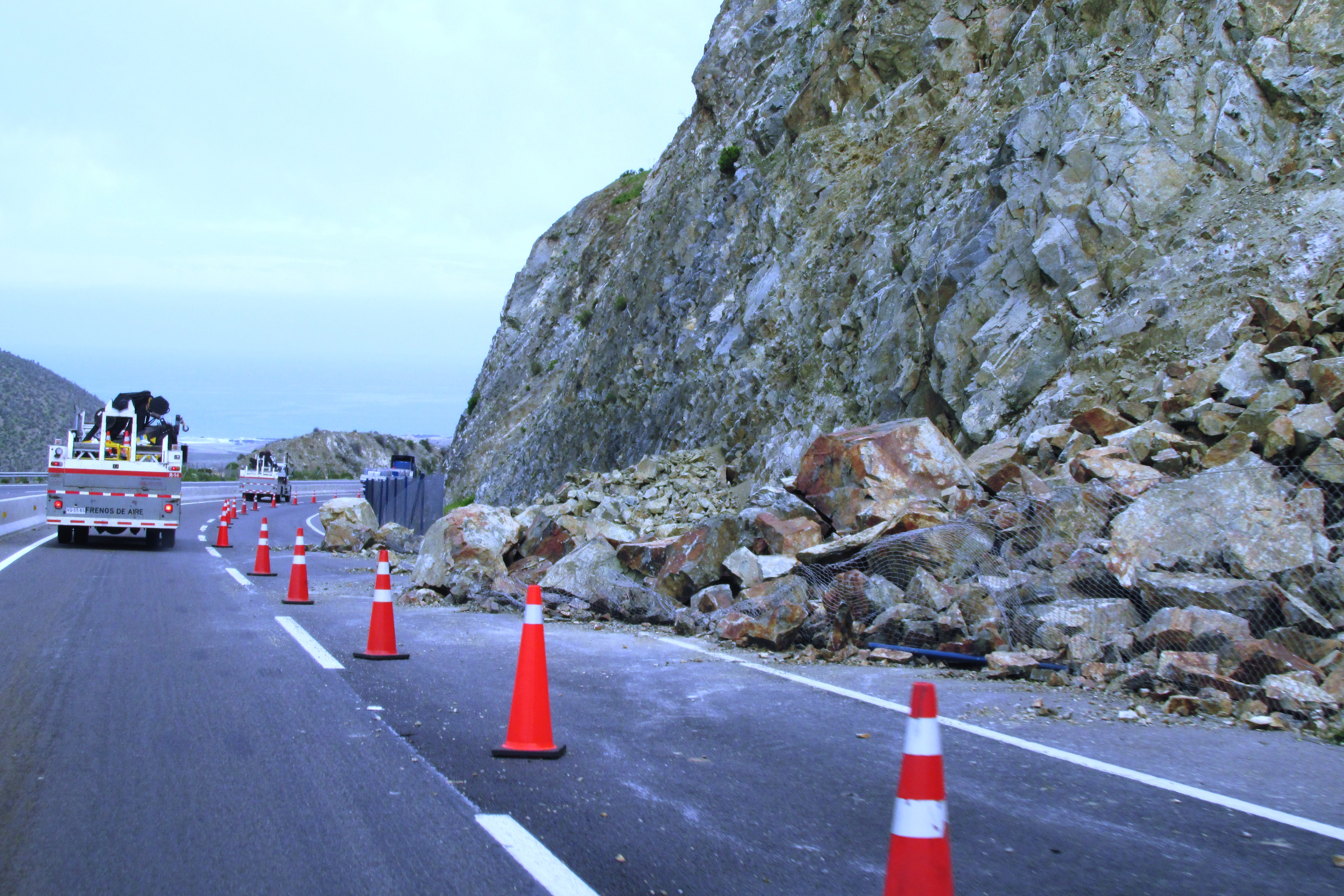
Derrumbes en la Ruta 5 Norte.
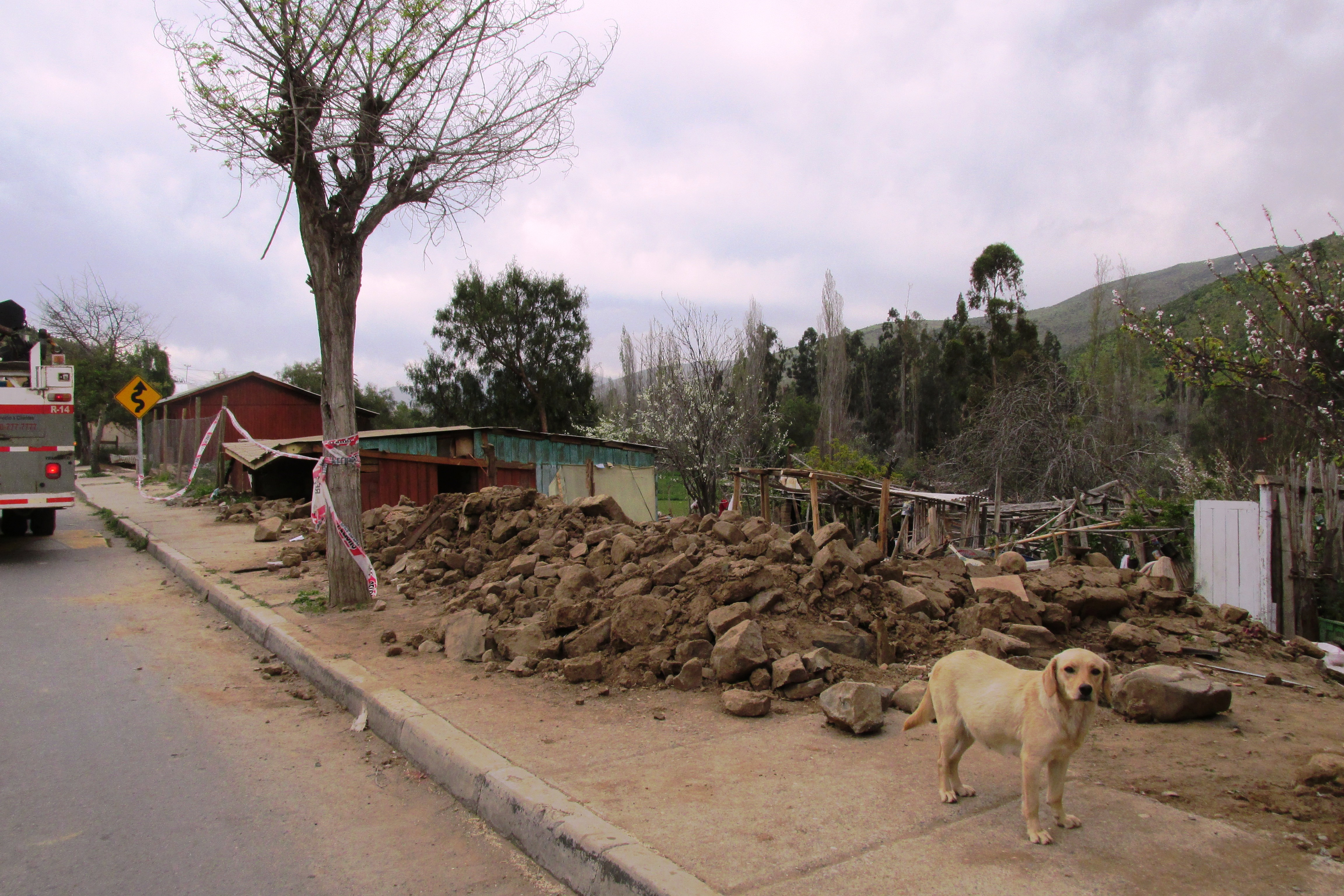
Casa destruida en la comuna de Canela.
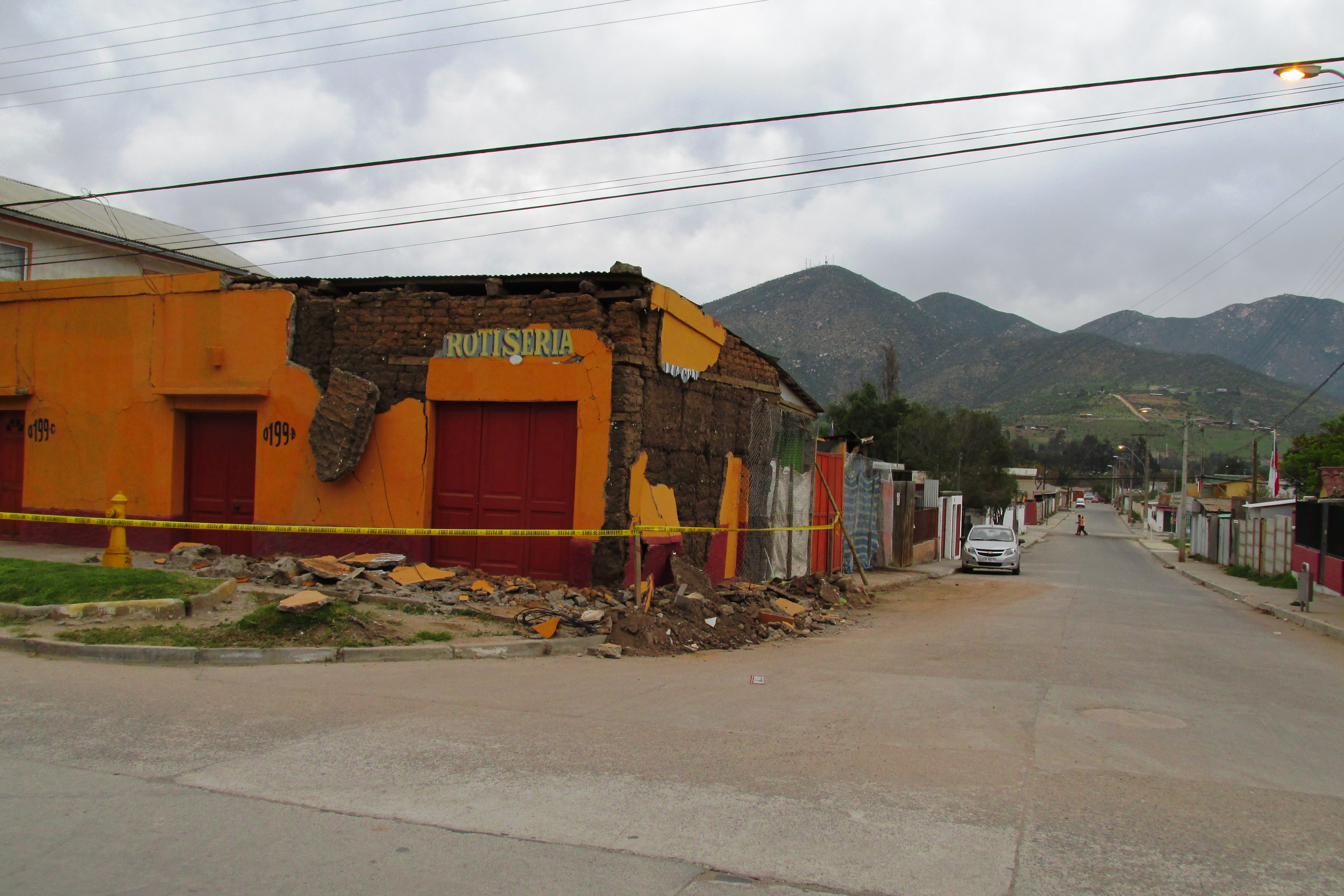
Efectos del terremoto en Illapel.
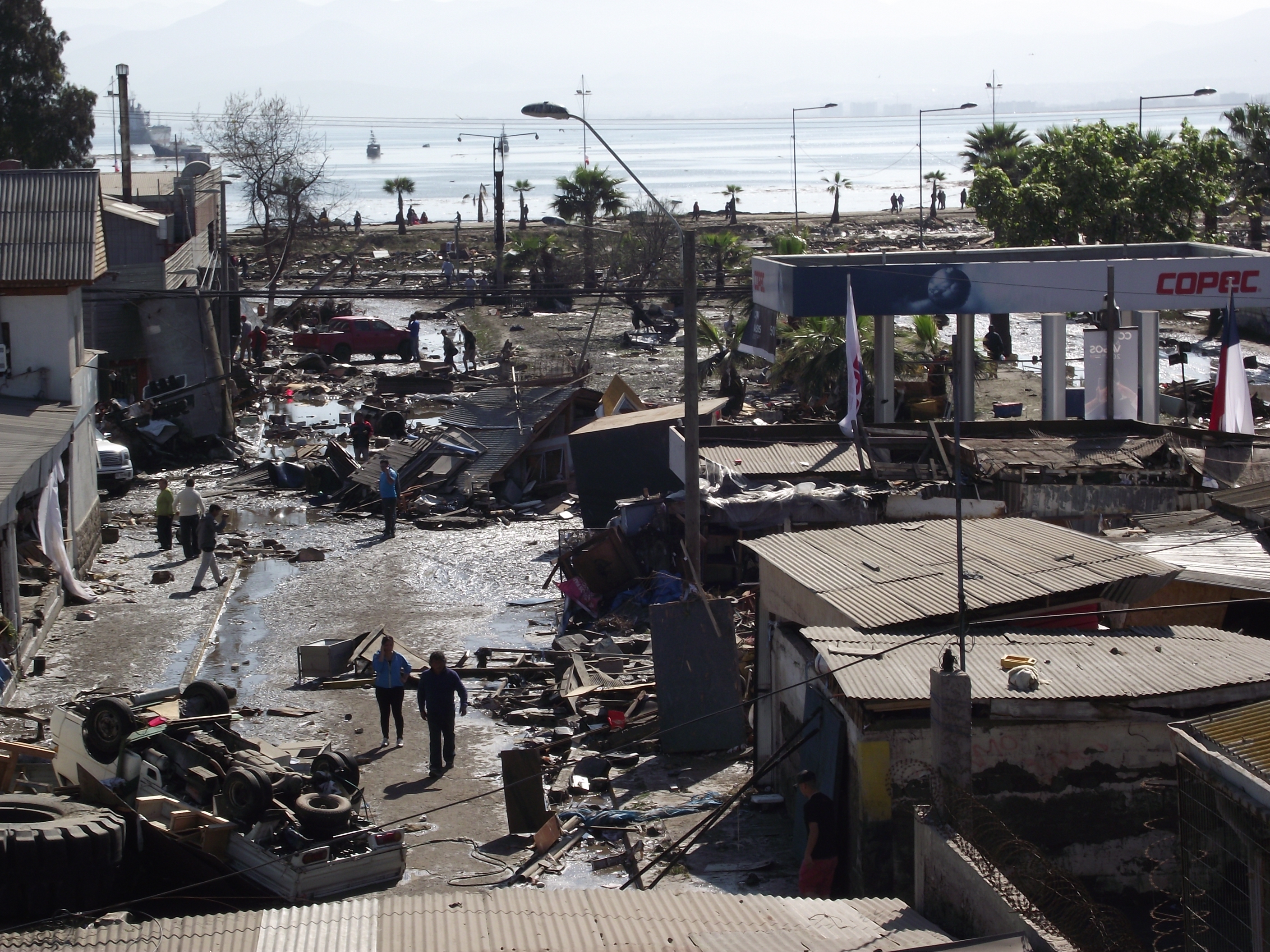
Avenida Baquedano de Coquimbo.
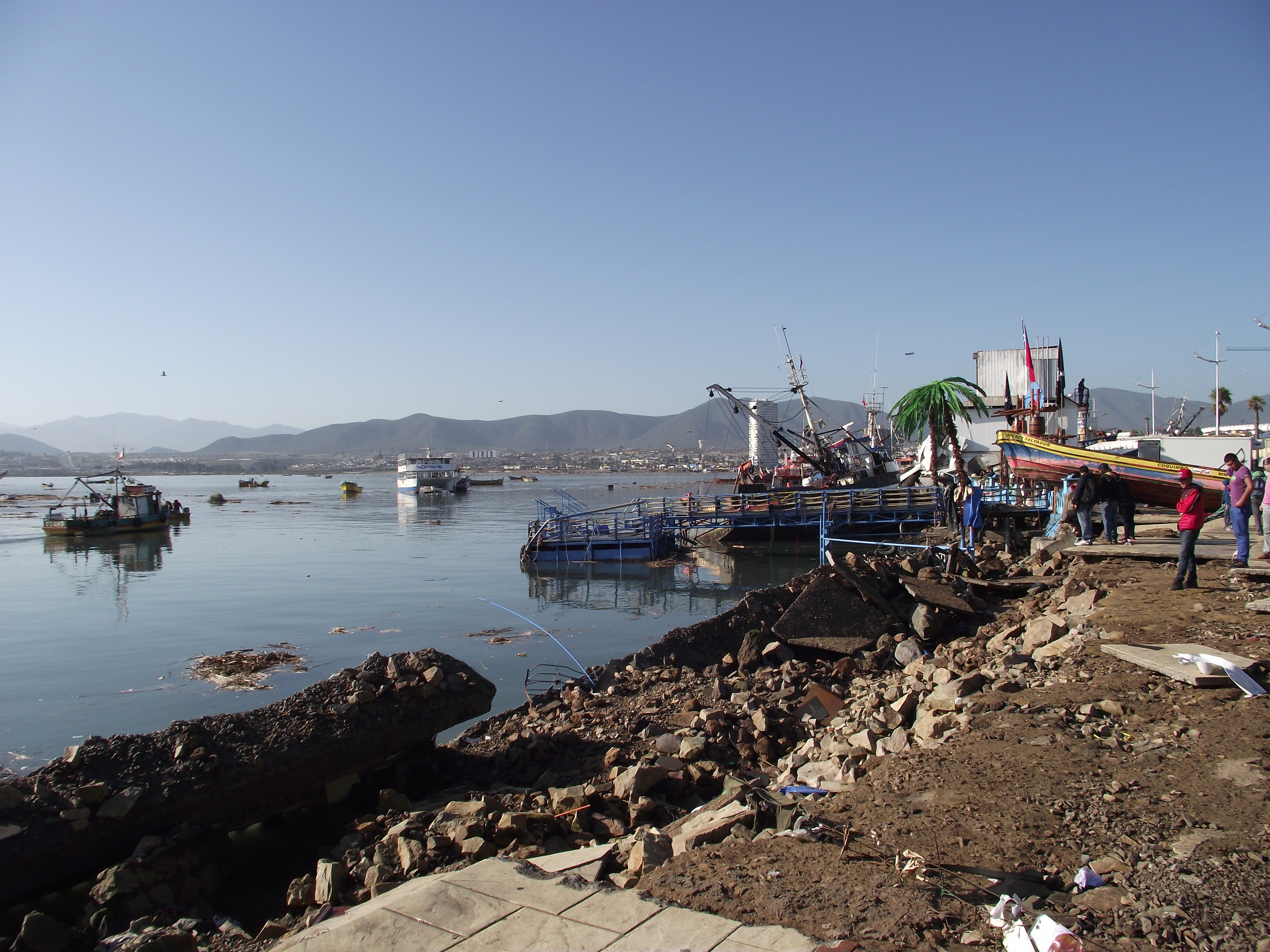
Paseo de la Costanera de Coquimbo.
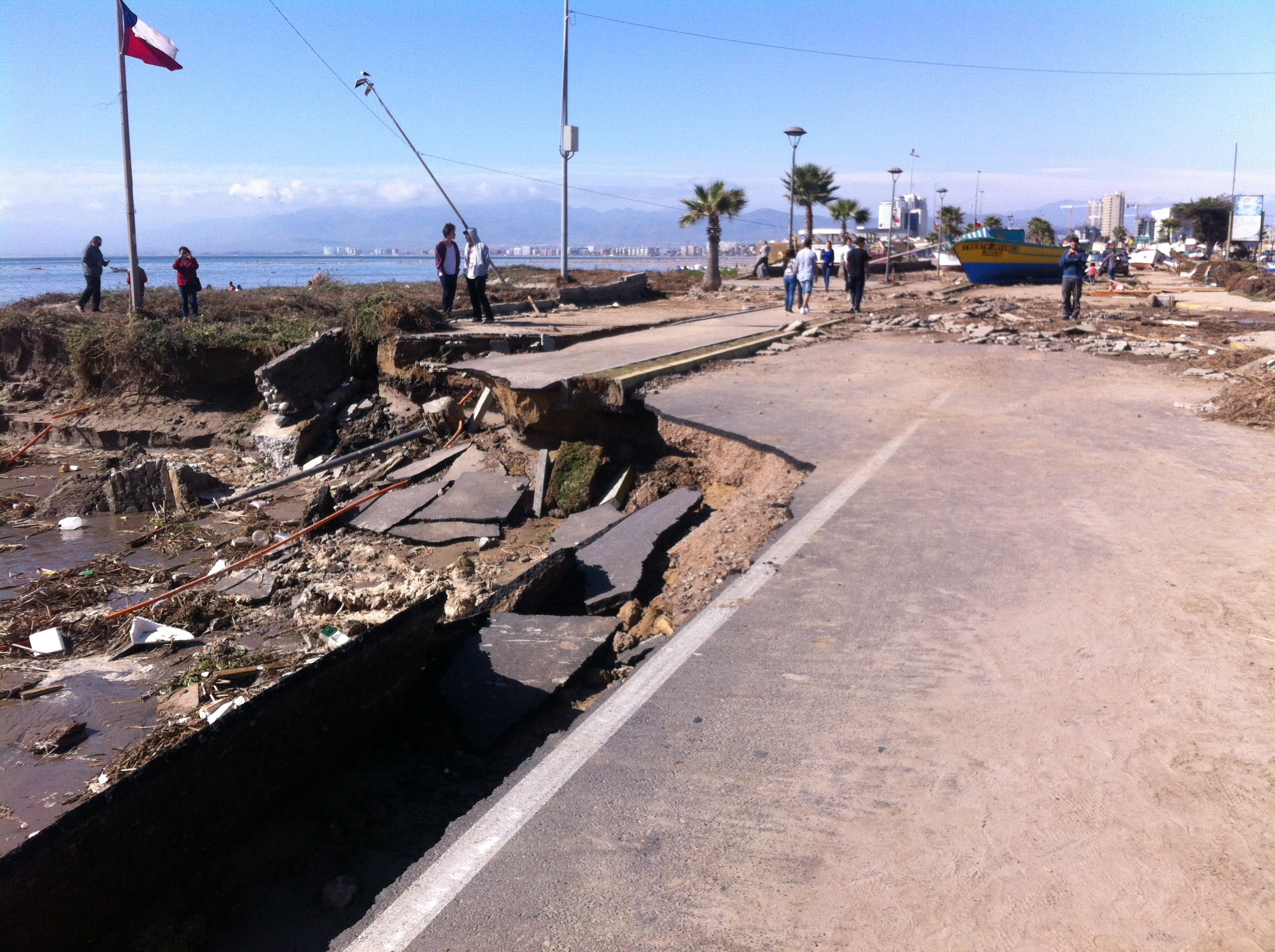
Daños causados por el terremoto en Coquimbo.
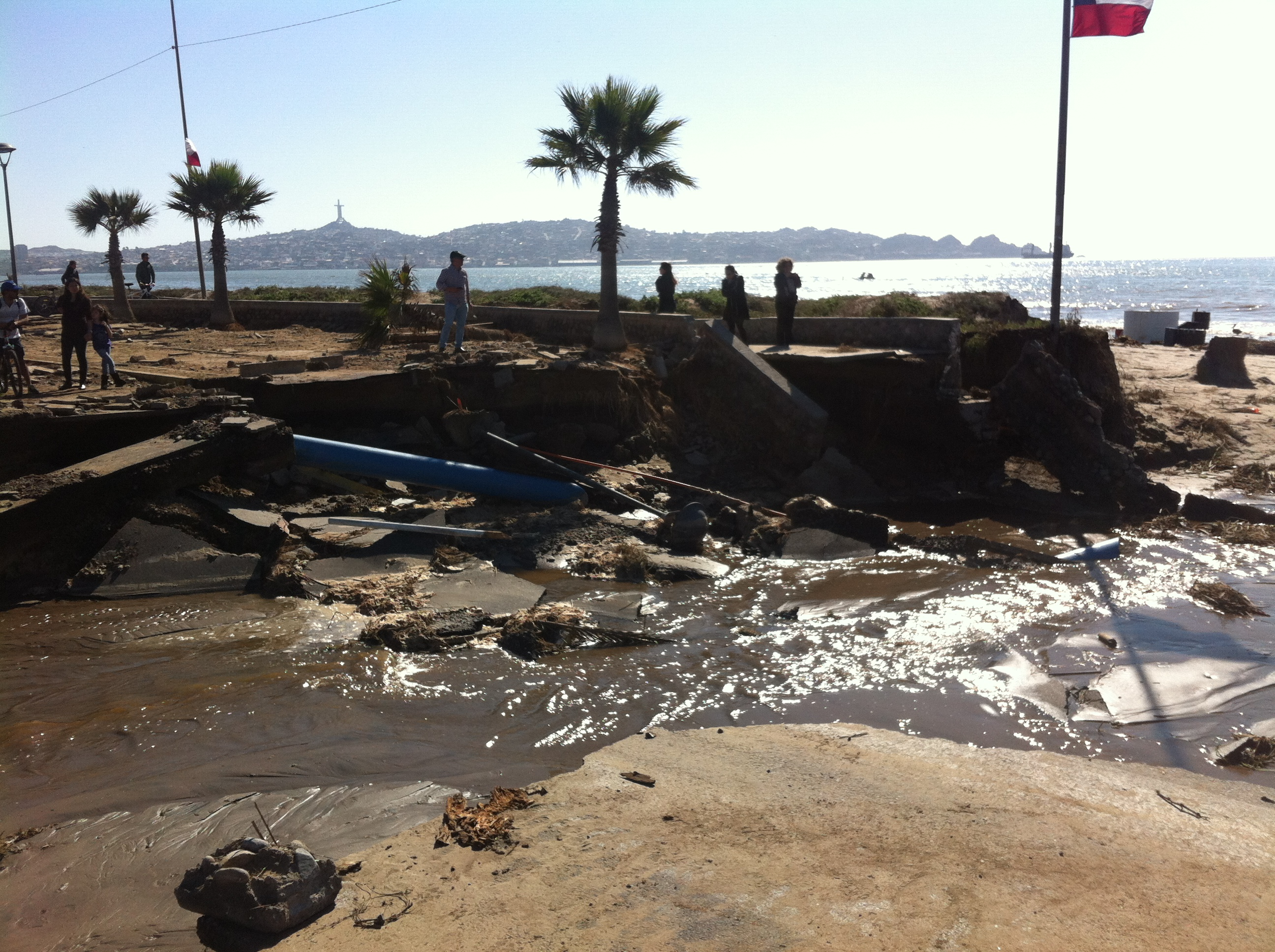
Avenida Costanera de Coquimbo con graves daños.

### Argentina
En Beccar, provincia de Buenos Aires, falleció un hombre que debido al sismo sufrió un infarto durante la evacuación del edificio en que vivía, y cayó por unas escaleras.

### Paraguay
En Asunción se percibió el sismo y algunos edificios, como el Citibank o el Martinica, tuvieron que ser evacuados.

## Reacciones internacionales
- Organización de las Naciones Unidas: La directora de la Oficina de las Naciones Unidas para la Reducción del Riesgo de Desastres, Margareta Wahlström, elogió mediante un comunicado los esfuerzos implementados por el Gobierno de Chile a partir del terremoto de 2010, con el fin de reducir al mínimo las pérdidas humanas y materiales en catástrofes de esta naturaleza. Destacó la eficacia del sistema de alerta temprana, que permitió una exitosa evacuación de la costa nacional, los mecanismos para garantizar el cumplimiento de la normativa de edificación desarrollada por la ingeniería sísmica chilena, y el planeamiento urbanístico de las ciudades y zonas costeras de Chile, lo que ha logrado, a su juicio, que el grado de daños sean «bajos en relación a la intensidad del terremoto».[85]